# ハル・ウス湖

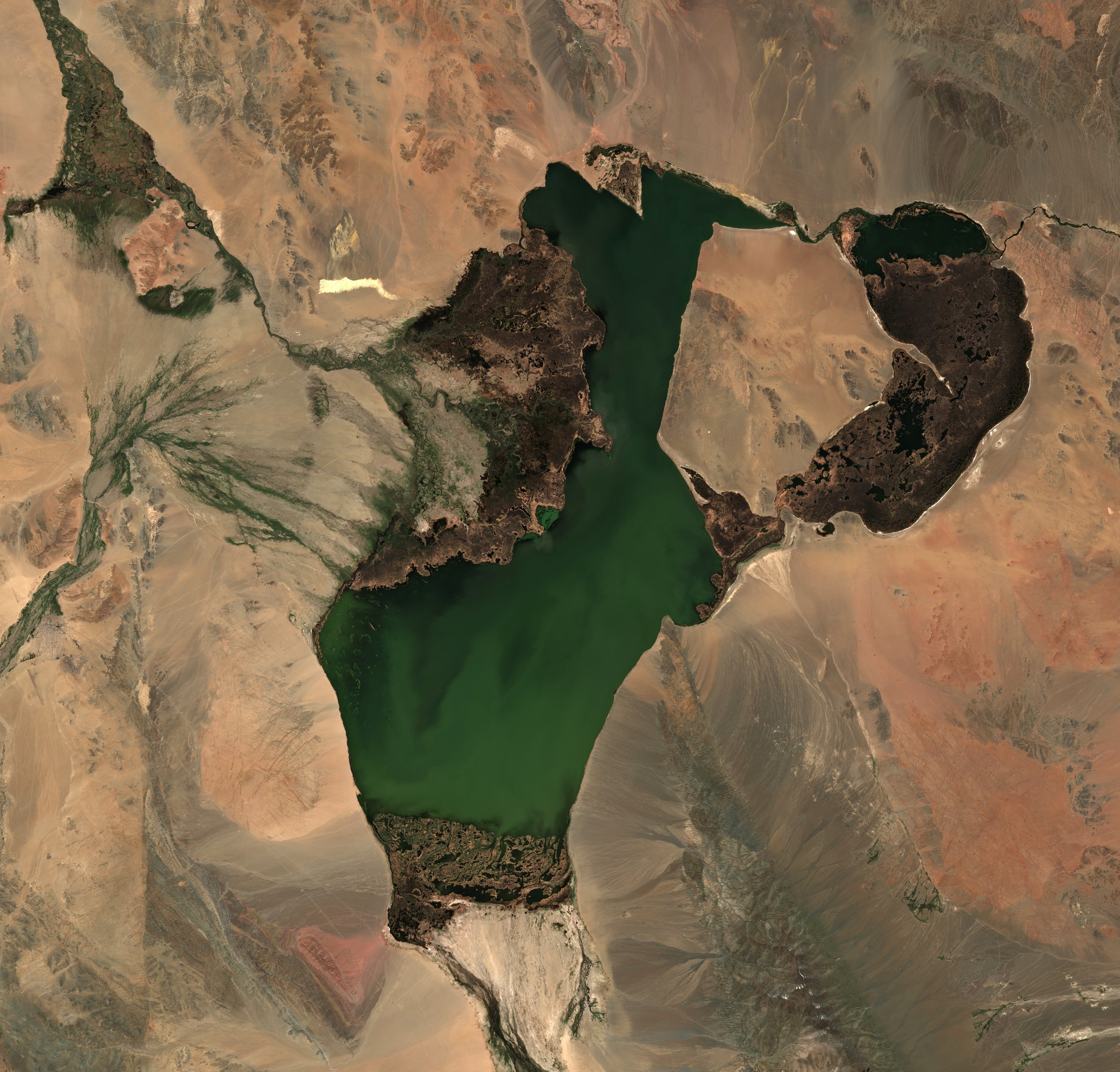
ハル・ウス湖。中央で湖を東西に分けているのがアク・バシ島。画像左から流入するのがホブド川で、三角州を形成している。画像右へチョノハライハ川が流出。

ハル・ウス湖（ハル・ウスこ、モンゴル語: Хар-Ус нуур, Khar-Us Nuur / Khara-Usu Nuur）は、モンゴルの西部、大湖盆地にある淡水湖。モンゴルで3番目に大きい湖である。日本語ではハルオス湖、ハラ・ウス湖などとも表記。

## 概要

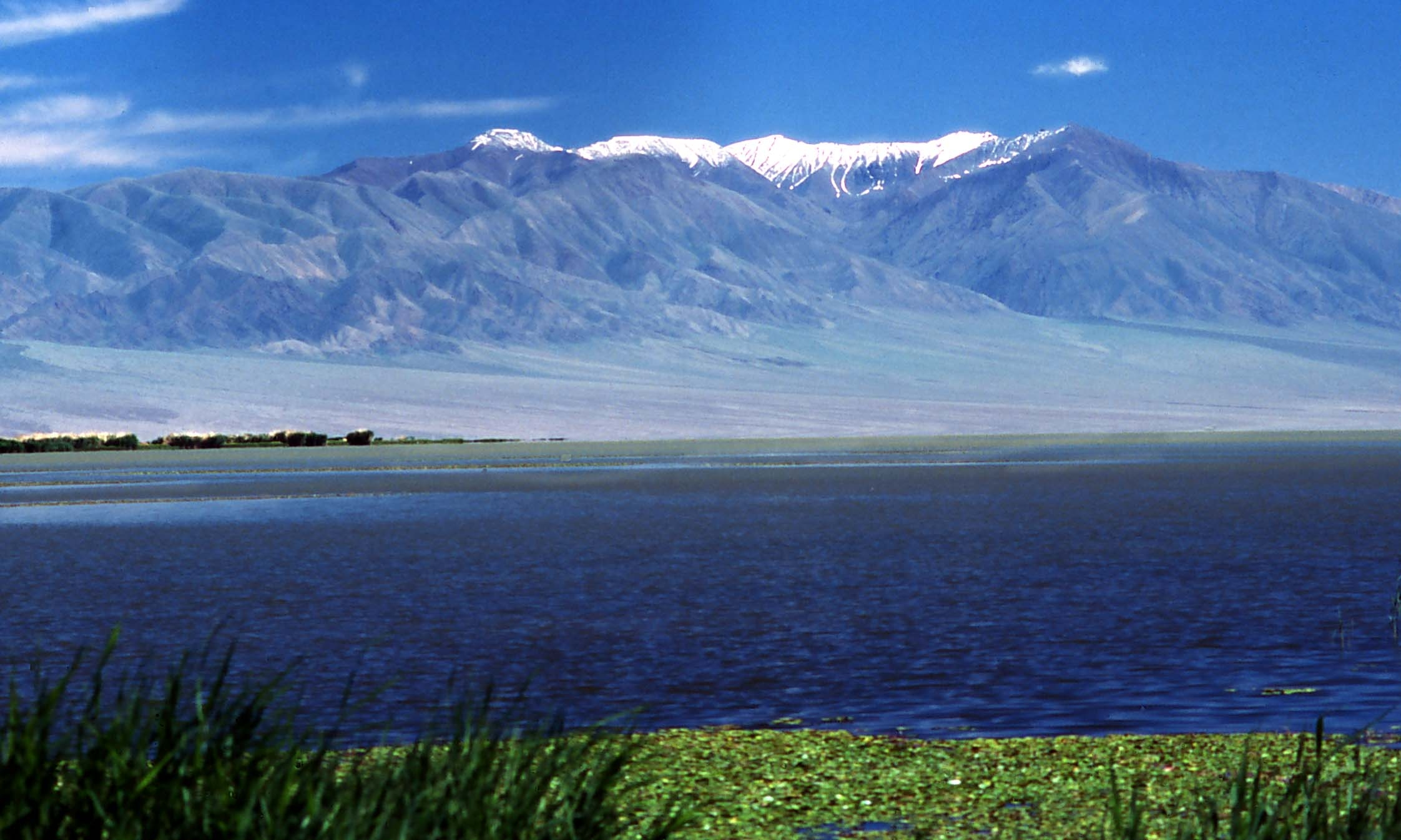
ジャルガラント＝ハイルハンとハル・ウス湖

モンゴル西部、ホブド県の北緯48度・東経92.07度、標高1152mの半砂漠地帯にあり、同県のマンハン郡、ボヤント郡、ミャンガド郡、ドゥルゲン郡、チャンダマニ郡の境界に位置する。面積は1852km2で、形状は長さ72km、幅27kmで南北に細長く、最大深度は4.4m。湖内には大小10以上の島があり、最大は面積400km2のアク・バシ島。
アク・バシ島より西をウルト・ダライ湖と呼び、ホブド川が流入している。ほかに、ボヤント川（Buyant River）、ツェンヘル川が流入する。アク・バシ島より東をホイト・ダライ湖と呼び、こちらからチョノハライハ川（Chono Kharaikh gol）が流出し、ハル湖へ注ぐ。
湖の周囲は半砂漠草原地帯で、北東側は砂丘となっている。西岸のホヴド川河口の三角州は湿地帯であり、自動車は通行困難である。西岸の近隣にホブドの街が存在する。湖面は11月から4月の間は結氷する。冬季は凍結した湖面を利用して遊牧民と家畜が湖内の島へ渡り、広大な牧草地として利用している。アク・バシ島には葦が繁茂しており、家畜の餌になっている。

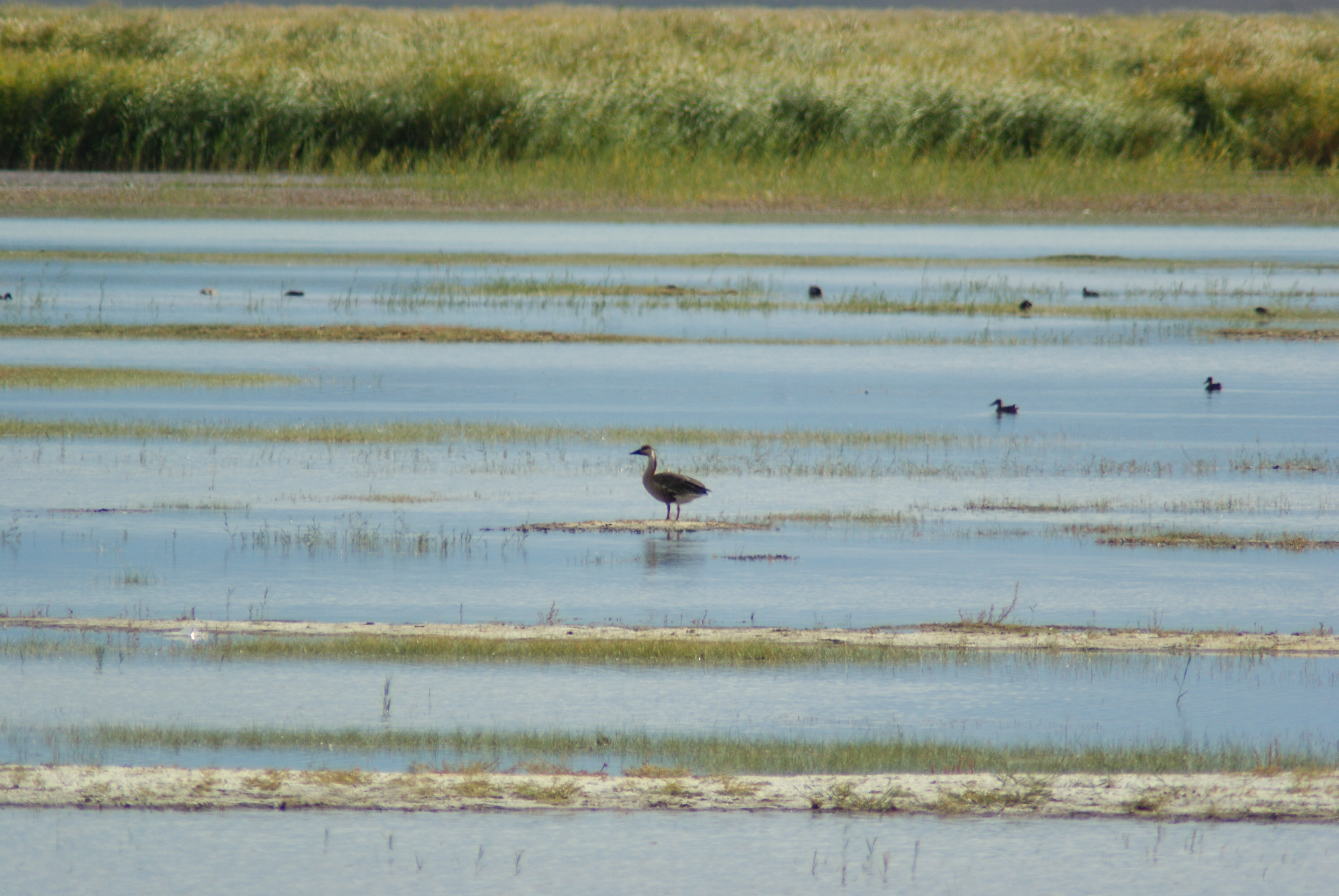
ハル・ウス湖に生息するサカツラガン

湖にはサカツラガン、メジロガモ、カオジロオタテガモ、ゴビズキンカモメなどが生息しており、1999年にラムサール条約に登録された（登録番号976）。また、周辺域を含めてモンゴル政府によりハル・ウス湖自然公園に指定され、自然複合保護区となっている。
鳥類、植物、魚類、爬虫類、昆虫など多様な野生生物の宝庫となっており、特に鳥類は240種以上が営巣、産卵する。渡り鳥も含めると360種類以上の鳥が見られ、白鳥の越冬地にもなっている。モンゴルの希少鳥類であるペリカンも約110-120羽ほどが主に夏に生息するが、密猟が横行していることから現地政庁による保護活動の取り組みがある。
中国語の史料にはしばしば「黒水湖」の名称で登場するが、これはモンゴル語でХар（ハル）が黒、Ус（ウス）が水を表すことに由来する。ただし実際の湖水は黒ではなく透き通っており、これはモンゴル語のハルには黒のほかに透明という意味が含まれるためである。

## 湖水の変動
ホヴド川やアチト湖、ハル湖、ドルゴン湖、ヒャルガス湖、アイラグ湖とはザブハン川など河川や水路で接続され、一体の内陸流域を形成している。これらは水深が浅く、流入河川のわずかな水量の変化に伴い湖面の面積が変動する。
モンゴルの大きな湖の水位は1960年代前半から1990年代半ばまで上昇していたが、近年は低下する傾向にあり、ハル・ウス湖は2001年から2009年までに32cmの低下が見られた。水量は安定しているが若干減少する傾向にある。
ホブド川ではエルデネブレン水力発電所（Erdeneburen hydropower plant）の建設が計画されており、貯水池などの整備により周辺の湿度を人工的に上げることでホブド川やハル・ウス湖周辺の降水量増加をもたらし、牧草地帯の土壌再生に好影響を与えることが期待されている。
| 地表面での流入 | 地表面での流入 | 地表面での流出 | 地表面での流出 | 地下水の 流入量-流出量 | 滞留時間 （年） |
| 降水           | 表面流         | 蒸発           | 表面流         | 地下水の 流入量-流出量 | 滞留時間 （年） |
| -------------- | -------------- | -------------- | -------------- | ---------------------- | --------------- |
| 56.4           | 1,979.2        | 942.7          | 675.3          | -417.6                 | 1.1             |